# Piper pervulgatum
Piper pervulgatum är en pepparväxtart som beskrevs av William Trelease. Piper pervulgatum ingår i släktet Piper och familjen pepparväxter. Inga underarter finns listade i Catalogue of Life.